# Falcao de Laurma
Falcao de Laurma, född 22 juli 2015, är en fransk varmblodig travhäst som tränas av Thierry Duvaldestin och körs av Franck Nivard.
Falcao de Laurma började tävla i februari 2018 och inledde med en andraplats och därefter tog han två raka segrar. Han har till juni 2021 sprungit in 526 950 euro på 35 starter, varav 6 segrar och 7 andraplatser samt 7 tredjeplatser. Karriärens hittills största seger har kommit i Critérium des 4 ans (2019).
Falcao de Laurma har även segrat i Prix de Tonnac-Villeneuve (2019), Prix Éphrem Houel (2019), Prix Ovide Moulinet (2020) och kommit på andraplats i Prix Gaston Brunet (2019), Prix Jules Thibault (2019), Prix de l'Étoile (2019), Prix de Croix (2020) och kommit på tredjeplats i Prix Jacques de Vaulogé (2018), Prix de Sélection (2019) och Prix de Normandie (2020).

## Karriär

### Genombrottet
Vid 2019 års upplaga av Prix de Tonnac-Villeneuve vann Falcao de Laurma över storfavoriten Face Time Bourbon som då kördes av den svenske kusken Björn Goop.